# Роберто Лонгі
Роберто Лонгі (італ. Roberto Longhi, 1890 , Альба, П'ємонт — 1970, Флоренція) — мистецтвознавець, критик, історик мистецтва, мистецький експерт 20 століття в Італії.

## Біографія коротко
Народився в П'ємонті. Мистецтвознавство почав вивчати в столиці провінції П'ємонт — в університеті міста Турин. Навчання продовжив в Римі у професора Адольфа Вентурі.
Вже в римський період життя друкував статті в часописах «L'Arte» (Мистецтво) та « La Voce» (Голос).
Працював викладачем в місті Болонья, де читав лекції з мистецтвознавства. Пізніше оселився у Флоренції. Домівкою для Лонгі і його дружини Лючії Лопресті стала вілла « Il Tasso» (Тассо) на віа Фортіні, де він працював і помер у 1970 р.
За заповітом вілла — осередок Фонду Роберто Лонгі і використовується для наукових конференцій і студентських колоквіумів. До фонду за заповітом передана і приватна збірка картин Старих майстрів Італії науковця як дарунок майбутнім поколінням.

## Наукові теми Роберто Лонгі
В коло наукових тем Роберто Лонгі входило багато проблем мистецтва Італії. Він брався за вивчення творчості як стародавніх майстрів (Джотто, Чімабуе, Мазаччо), так і до метафізичного живопису в Італії початку 20 століття і творів Ренато Гуттузо (1911 — 1987).
Визнаним спеціалістом був Логні і в вивченні творів Караваджо і деяких його послідовників. Роберто Лонгі належить честь відкриття і розпізнання багатьох ранішніх творів Караваджо і введення їх в історію мистецтв.
Літературно-критичне надбання Роберто Лонгі налічує 14 томів.

## Друковані твори
- «П'єро делла Франческо», 1914.
- «Від Чімабуе до Моранді»